# L'Objet perdu
Pour plus de détails, voir Fiche technique et Distribution.
L'Objet perdu est un téléfilm réalisé en 1971 par André Michel.

## Synopsis
Robert Durban, un architecte, est convoqué par la police à propos d'un porte-clés lui appartenant et qui a été retrouvé dans la poche d'André Consac, un homme assassiné. Ce dernier était un homme à femmes qui habitait le même quartier. Questionnée par Robert Durban, à propos du porte-clés, son épouse lui dit qu'elle l'aurait perdu au parc Monceau, près du domicile de la victime. Par ailleurs, il recherche en vain un pistolet qu'il avait acheté une dizaine d'années auparavant et qui est du même calibre que l'arme du crime.
Robert Durban commence à imaginer que son épouse aurait pu avoir une liaison avec André Consac et qu'elle aurait pu l'assassiner. Le virus de la jalousie maladive s’empare de lui, l’amenant à imaginer une conspiration pour se débarrasser d’un mari trop gênant.  Son épouse est déroutée par ce brusque changement d’attitude, avec des sautes d’humeur qu’elle ne lui connaissait pas, mais elle fait tout son possible pour essayer de le comprendre et de le rassurer.

## Fiche technique
- Réalisateur : André Michel.
- Assistants-réalisateurs : Boramy Tioulong, Guy Olivier
- Directeur de la photographie : Jean-Georges Fontenelle
- Chargé de production : Nicole Flipo
- Décorateurs : Gilles Vaster, Christian Hourriez
- Costumes : Francine Zaborska
- Ensemblier : Gilbert Gagneux
- Maquilleuse : Claudine Dodu
- Chef de plateau : Constant Saint-Dizier
- Cadreurs : Maurice Venier, Michel Arburger
- Ingénieur du son : Willy Vinck
- Illustration sonore : Betty Willemetz
- Mixage : Georges Jacquinot
- Montage : Michel Bienvenu
- Script : Christiane Spiero
- Pays d'origine :  France

## Distribution
- Pierre Mondy : Robert Durban
- Victor Lanoux : Jacques Joubès, associé de Robert Durban
- Clotilde Joano : Mariane Durban
- Simono : inspecteur Bréval
- Jacqueline Duc : Madeleine
- Jean-Pierre Lituac : docteur Paul Weil
- Laurence Badie : Laurence Weil
- Julien Verdier : professeur Lizeray
- Boramy Kassanno : le dessinateur
- Sylvie Delahaye : la secrétaire
- Alain Franck : un invité
- Madeleine Callergis : une invitée
- Pierre Londiche : un invité
- Laure Santana : une invitée
- Blanche Rayne : une invitée
- Jean-Paul Tamaris : le livreur
- Daniel Crohem : l'inspecteur adjoint
- Michel Fortin : le chef de chantier